# MV Wenatchee
MV Wenatchee je trajekt třídy Jumbo Mark II provozovaný společností Washington State Ferries. Od začátku své služby, s krátkými výjimkami, obsluhuje trasu mezi Seattlem a Bainbridgovým ostrovem. Jako většina trajektů WSF je pojmenován po městě ve státě Washington. Loď se dostala do několika důležitých nehod. Při odlivu v roce 2001 se dotkla dna, když obplouvala Tyeeovu mělčinu nedaleko Orlího zálivu na pobřeží Bainbridgova ostrova. Nehoda vyústila v menší poškození kýlu a lodního šroubu. V srpnu 2009 nabourala do hráze č. 3 u mola 52 v Seattlu. Nehodu zapříčinila hustá mlha a jak loď, tak hráz byly mimo provoz čtyři dny.